# Odznaka pamiątkowa Polskiej Organizacji Wojskowej
Odznaka pamiątkowa Polskiej Organizacji Wojskowej – odznaka ustanowiona w listopadzie 1918 na posiedzeniu Komendy Naczelnej Polskiej Organizacji Wojskowej. Była przyznawana weteranom tej organizacji. Zwana jest również „Odznaką P.O.W” lub „Krzyżem P.O.W.”.

## Charakterystyka
Odznaczenie ma formę mosiężnego krzyża kawalerskiego, oksydowanego i srebrzonego, o wymiarach 32 x 32 mm, o ramionach ujętych w szerokie płaskie obramienie. Na ramionach umieszczono wypukłe litery: „P”, „O” i „W” oraz datę „1918” (na dolnym ramieniu), pośrodku monogram: „JP” (inicjały Józefa Piłsudskiego), pomiędzy ramionami znajdują się potrójne promienie. Projektantem odznaki był żołnierz 1. Pułku Piechoty Legionów Wojciech Jastrzębowski, późniejszy profesor Akademii Sztuk Pięknych w Warszawie.
Odznaka była mocowana do klapy munduru lub garnituru za pomocą sztyftu z nakrętką, na której były wybite dane grawera.
Była wykonywana przez różne pracownie grawerskie, m.in.:
- Grawer J. Michrowski, Warszawa, ul. Nowy Świat 15;
- Grawer W. Miecznik, Warszawa, ul. Świętokrzyska (zapis: „Ś-to krzyska”) 20.